# جائزة عبد اللطيف الفوزان لعمارة المساجد
جائزة عبد اللطيف الفوزان لعمارة المساجد هي جائزة دولية تختص بعمارة المساجد والإسهام في تطوير فن عمارة المساجد وتقدير ودعم فن عمارة المساجد الراقي والمعاصر حول العالم، والتعريف بالنماذج المتميزة لتصميم المساجد ودعم مسيرة الإبداع الهندسي في تشييدها، بدأت الجائزة دورتها الأولى في عام 2014، وتتخذ من مدينة الخبر شرق المملكة العربية السعودية مقرا لها، وقد أطلقها وتبناها الشيخ عبد اللطيف الفوزان، تمنح الجائزة مرة كل ثلاث سنوات، وقد خصص متبني الجائزة الشيخ عبد اللطيف الفوزان ريعًا وقفًا قيمته 60 مليون ريال سعودي (16 مليون دولار أمريكي) بالكامل لتمويل الجائزة وضمان استمراريتها.

## التأسيس
في عام 2011، تأسست جائزة عبد اللطيف الفوزان لعمارة المساجد، حيث تعنى بالجوانب العمرانية والمعمارية والتقنية للمسجد.

## أنواع الجائزة
توجد لجائزة عبد اللطيف الفوزان لعمارة المساجد ثلاث فئات، هي:
- الفئة الأولى: المساجد المركزية ذات التأثير والحضور على المستوى الوطني.
- الفئة الثانية: خصصت لمساجد الجمع.
- الفئة الثالثة: لمساجد الأحياء.

## لجنة التحكيم
تضم لجنة تحكيم الجائزة ثمانية أعضاء هم:
- باسم الشهابي: رئيس اللجنة التنفيذية، وهو معماري، وشريك المدير لدار الدراسات العمرانية وهي شركة هندسية معمارية وتخطيطية مقرها الرياض، وقد حصل باسم في عام 1998 على جائزة آغا خان للعمارة لمشروع قصر طويق في الرياض، وكان عضوًا في لجنة تحكيم جائزة آغا خان للعمارة في دورتها لعام 2010.
- بسيم حلبي: هو مخطط مدن ومطور عقاري، ومؤسس مشارك ورئيس مجموعة بنشمارك الإقليمية للتطوير العقاري ومركزها بيروت .
- سهى أوزكان: هو معماري وباحث قام بدراسات عديدة عن نظريات العمارة وتاريخها والتصميم المعماري والعمارة الشعبية وإسكان حالات الطوارئ، في عام 1983 أصبح نائب الأمين العام لجائزة آغا خان للعمارة، ومن ثم أمينا عاما لها من عام 1991 حتى عام 2005 .
- عبد الله الفوزان: رئيس مجلس إدارة عدد من الشركات.
- عبد الله القاضي: هو أستاذ جامعي في مجالات العمارة والتخطيط الحضاري، وهو حاليا أستاذ مشارك في التخطيط الحضري في جامعة الدمام .
- محمد الأسد: هو معماري، ومؤرخ معماري والمدير المؤسس لمركز دراسات البيئة المبنية في عمان، عمل في مجالس إدارة مؤسسات عديدة منها المتحف الوطني للفنون الجميلة في الأردن ومتحف الأردن، والمعهد الملكي للدراسات الدينية في عمان، كذلك كان مقيما لجائزة آغا خان للعمارة وحاليا عضو في اللجنة التوجيهية للجائزة.
- فيصل عبد العزيز البريكان: هو باحث في المالية الإسلامية.
- محمد جلال: وهو عضو مجلس إدارة عدد من الشركات.

## الدورة الأولى
في عام 1435 هـ الموافق 2014 تم إطلاق الدورة الأولى من جائزة عبد اللطيف الفوزان لعمارة المساجد في مدينة الدمام شرق المملكة العربية السعودية، وخصصت الجائزة للمساجد التي شيدت في المملكة العربية السعودية منذ عام 1389 هـ الموافق 1970، ولذا ألقت الدورة الضوء على ثقافة المساجد وعمارتها في المملكة العربية السعودية خلال العقود الأربعة الماضية، ومع أن هذه الدورة الأولى خصصت للمساجد المشيدة في المملكة العربية السعودية، إلا أن الدورات اللاحقة ستخصص للمساجد في جميع أنحاء العالم تدريجيا، وبلغ القيمة النقدية للجائزة في الدورة الأولى 2,000,000 ريال سعودي.
بلغت المشاريع والمساجد التي تقدمت للفوز بالجائزة 36 مسجد، وقد أقيم الحفل الختامي في فندق الشيراتون بمدينة الدمام، وفاز بالجائزة أربعة مشاريع، استلم كل مشروع فائز جائزة تقديرية بلغت 500.000 ريال، أما المشاريع الفائزة، فهي:
- مظلات المسجد النبوي في المدينة المنورة.
- جامع حي السفارات في الرياض.
- مسجد جامعة الملك فهد للبترول والمعادن في المنطقة الشرقية.
- مساجد الأحياء الأربعة في حي السفارات في الرياض (مسجد منطقة ابن موسى ومسجد منطقة أبي بكر الكرخي ومسجد منطقة ابن زهر ومسجد منطقة أبي الوفاء البوزجاني).

## الدورة الثانية
في عام 1438 هـ الموافق 2017 تم إطلاق الدورة الثانية من جائزة عبد اللطيف الفوزان لعمارة المساجد في مدينة جدة غرب المملكة العربية السعودية. تم ترشيح 13 مسجداً على مستوى الخليج العربي بعد اجتيازها ثلاث مراحل تحكيمية وكانت تضم 122 مسجداً، واختير 44 مسجداً حتى ترشح منها 13 مسجداً للجائزة على أن يفوز ثلاثة مساجد بواقع مسجد من كل فئة بالفئات الثلاث. استحدث في الدورة الثانية معيار كود بناء المساجد، الذي يهدف لإبراز الجانب الثقافي والعمراني لكل منطقة ووضع خطوط عرضية لعمارة المساجد تهتم بالاستدامة والأمن الاجتماعي وذوي الإعاقة وتوفير الطاقة الكهربائية ومراعات ترابط النسيج العمراني مع المسجد. يتنافس على الجائزة 13 مسجد من خمس دول خليجية وهي: مسجدان من مملكة البحرين هما جامع أحمد الفاتح ومسجد أركابيتا، ثلاثة مساجد من دولة قطر وهي جامع الإمام محمد بن عبد الوهاب وجامع المدينة التعليمية ومسجد مشيرب، أربعة مساجد من السعودية وهي مسجد الملك عبد الله للدراسات والبحوث البترولية ومسجد مؤسسة الملك فيصل الخيرية ومسجد الشغرود في الدمام ومسجد أم عمر في جدة، ثلاثة مساجد من الإمارات العربية المتحدة هي مسجد عبد الرحمن الصديق في نخلة الجميرة ومسجد تميم بن أوس بن خارجة في إمارة أبوظبي ومسجد الشيخة سلامة في مدينة العين، ومسجد من سلطنة عمان هو جامع السلطان قابوس بنزوى.
فازت ثلاثة مساجد في فروع الجائزة الثلاث، وتقاسمت المساجد الثلاثة جوائز بلغت قيمتها مليوني ريال سعودي. والمساجد الفائزة هي:
- فئة الجوامع: مسجد مشيرب في قطر.
- فئة المساجد المركزية: مسجد الشيخة سلامة بمدينة العين في الإمارات.
- فئة المساجد المحلية: مسجد أركبيتا في البحرين.

## الدورة الثالثة
في الرابع عشر من شهر مارس 2018 فتح باب الترشيح للدورة الثالثة من الجائزة والتي تعنى باختيار أفضل المساجد عمرانيًا في دول العالم الإسلامي، واعتمد شعار عمارة المسجد في القرن الواحد العشرين شعارا لهذه الدورة. وكانت لهذه الدورة شروطٌ أربعة، هي: أن تكون المساجد مبنيةً وتُقام فيها الصلاة، وأن تكون قد اكتمل بناؤها بعد عام 2000، وأن تقع المساجد داخل نطاق دول العالم الإسلامي، وألا يكون المسجد المرشح قد فاز في أيٍّ من الدورات السابقة للجائزة.
فازت سبعة مساجد من بين 27 مسجداً ضمن القائمة القصيرة التي تنافست على الجائزة من مجموع 201 مسجداً من مساجد الدول ذات الغالبية السكانية المسلمة والتي تم ترشيحها للجائزة من قبل 43 دولة في 3 قارات. وشملت الجائزة 4 فئات: فئة المساجد المركزية ذات التأثير والحضور على المستوى الوطني في كل بلد، وفئة المساجد التي تقام عليها صلوات الجمع، وفئة مساجد الأحياء إضافة إلى فئة المساجد المجتمعية والتي تمنح للمجتمعات المحلية تقديراً لجهودها في العناية بالمساجد.
- جامع مركز الملك عبد الله المالي الرياض السعودية.
- مسجد باصونة سوهاج مصر.
- المسجد الأحمر من بنغلاديش.
- مسجد غرب جاوة من إندونيسيا.
- مسجد غار حراء إسطنبول تركيا.
- جامع الأمير شكيب أرسلان المختارة لبنان.
- مسجد جين الطيني من مالي.

## الدورة الرابعة
في فبراير 2022، انطلق ترشيح الدورة الرابعة، حيث أعلنت جائزة عبد اللطيف الفوزان لعمارة المساجد عن 22 مسجدًا، تضمنتهم القائمة القصيرة للدورة الرابعة. بلغ عدد المساجد "القائمة الطويلة" التي دخلت المنافسة، 200 مسجد، من أنحاء العالم كافة، تمت مراجعتها على مدى يومين.
كما جاءت مساجد "القائمة القصيرة" من 17 دولةً منتشرةً على أربع قارات، هي على التوالي:
- آسيا : 14 مسجدًا.
- أفريقيا: 4 مساجد.
- أوروبا: 3 مساجد.
- أستراليا: (1) مسجد.

جاء اختيار المساجد بناءً على 6 من المعايير المعمارية، التي وضعتها جائزة عبد اللطيف الفوزان لعمارة المساجد، هي:
- علاقة المسجد مع الجوار.
- حداثة التصميم المعماري للمساجد.
- الأشكال الجديدة.
- الحلول الإبداعية في أنظمة الإنشاء.
- الحلول الخضراء الصديقة للبيئة.
- التكلفة الاقتصادية.

ووفقًا للنظام الداخلي للجائزة، تم تكليف عدد من المراجعين الفنيين لزيارة المساجد، وإعداد تقارير فنية معمارية مفصّلة، وذلك من أجل إعادة عرضها بشكل تفصيلي على لجنة التحكيم الدولية.

## سيتي سكيب
في سبتمبر 2023، شاركت جائزة عبد اللطيف الفوزان لعمارة المساجد في معرض "سيتي سكيب"، المقام في مدينة الرياض. حيث قدّمت الجائزة ندوتين ضمن فعاليات "سيتي سكيب"، كانت الأولى بعنوان "المبادئ الخمسة لتصميم المسكن السعودي)، والثانية بعنوان "المسابقات المعمارية، وأثرها على التطوير العمراني".

## مسابقة رتال لتصميم المساجد
في أكتوبر 2021، تم الإعلان عن "مسابقة رتال لتصميم المساجد"، حيث إن المسابقة دولية معمارية لتصميم مسجدين محليين في "مخطط نساج تاون 2 – الدمام" بتنظيم من قبل "شركة رتال للتطوير العمراني"، وبإدارة من قبل "جائزة عبد اللطيف الفوزان لعمارة المساجد"، التي تعنى بتطوير المساجد في المملكة والعالم بالشراكة مع «المعهد الأميركي للمعماريين (AIA)» وبالتعاون مع أمانة المنطقة الشرقية.

## وصلات خارجية
- الموقع الرسمي لجائزة عبد اللطيف الفوزان لعمارة المساجد